# Ben Sahar
Ben Sahar (hebraisk: בן סהר) (født 10. august 1989 i Holon, Israel) er en israelsk fodboldspiller, der spiller for APOEL FC (2020).
Han spillede som angriber hos Hapoel Be'er Sheva. Tidligere har han repræsenteret Chelsea F.C. i England, hvorfra han var udlejet til Queens Park Rangers, Sheffield Wednesday og Portsmouth, samt hollandske De Graafschap. Derudover har han været udlejet 2 gange under sit ophold i Espanyol hos Hapoel Tel Aviv og Auxerre.

## Landshold
Sahar står (pr. april 2018) noteret for 41 kampe og syv scoringer for Israels landshold, som han debuterede for 7. februar 2007 i en venskabskamp mod Ukraine.

## Titler
- Israel State Cup: 2011
- 2. Fußball-Bundesliga: 2012–13